# 凯奥·若热
凯奥·若热·平托·拉莫斯（葡萄牙語：Kaio Jorge Pinto Ramos；2002年1月24日—），简称凯奥·若热（葡萄牙語：Kaio Jorge；葡萄牙語發音：[ˈkaju ˈʒoɾʒɨ]）或凯奥（葡萄牙語：Kaio；葡萄牙語發音：[ˈkaju]），是一名巴西足球运动员，场上司职中锋，目前效力于巴甲球會高士路。

## 俱乐部生涯
凯奥出生在巴西伯南布哥州的城市奥林达。2012年，10岁的凯奥加入了桑托斯青训营。2017年11月，年仅15岁的他被提拔进入了桑托斯U-20梯队。
2018年9月21日，凯奥被时任桑托斯主教练库卡提拔至一线队。仅仅9天后，在桑托斯主场0-1输给巴拉纳竞技的比赛中，凯奥在下半场替补登场，换下了布鲁诺·恩里克，完成了个人职业生涯首秀及巴甲首秀。他也成为了桑托斯队史中完成首秀时第6年轻的球员。
2019年1月11日，在进行了长时间的谈判后，凯奥与桑托斯签下了自己的第一份职业合同，为期3年。2020年3月3日，在“黑白军团”客场2-1战胜国防与司法的比赛中，凯奥完成了个人的解放者杯首秀，并第86分钟时攻入了制胜一球，这也是他为桑托斯一线队攻入的首粒进球。

## 国家队生涯
在2017年U-15南美锦标赛开始前，凯奥被即将参加赛事的巴西U-15国少队征召。他最终在为巴西队出战的3场比赛中打入4球，效率十分惊人。2018年9月21日，巴西U-17受邀参加在英格兰特尔福德和楠特威奇举办的一场小型友谊赛事，凯奥也因此再次入选了巴西队的大名单中。
2019年9月20日，凯奥被吉列尔梅·达拉·代亚教练征召进入巴西队参加2019年世少赛的21人大名单中。他在该届赛事中攻入5球，其中包括在巴西1-2不敌墨西哥的决赛中的进球，也获得了铜靴奖。

## 个人生活
凯奥的父亲若热·拉莫斯也是一名足球前锋。在他的职业生涯中曾效力于葡萄牙球队查维斯以及巴西球队伽马。

## 生涯数据
最後更新：2021年5月14日
| 俱乐部   | 赛季     | 联赛     | 联赛 | 联赛 | 州联赛 | 州联赛 | 杯赛 | 杯赛 | 南美 | 南美 | 其他 | 其他 | 合计 | 合计 |
| 俱乐部   | 赛季     | 联赛级别 | 出场 | 进球 | 出场   | 进球   | 出场 | 进球 | 出场 | 进球 | 出场 | 进球 | 出场 | 进球 |
| -------- | -------- | -------- | ---- | ---- | ------ | ------ | ---- | ---- | ---- | ---- | ---- | ---- | ---- | ---- |
| 桑托斯   | 2018     | 巴甲     | 1    | 0    | —      | —      | —    | —    | —    | —    | —    | —    | 1    | 0    |
| 桑托斯   | 2019     | 巴甲     | 3    | 0    | 4      | 0      | 0    | 0    | 0    | 0    | —    | —    | 7    | 0    |
| 桑托斯   | 2020     | 巴甲     | 28   | 4    | 7      | 0      | 1    | 0    | 12   | 5    | —    | —    | 48   | 9    |
| 桑托斯   | 2021     | 巴甲     | 0    | 0    | 7      | 3      | 0    | 0    | 5    | 0    | —    | —    | 12   | 3    |
| 生涯合计 | 生涯合计 | 生涯合计 | 32   | 4    | 18     | 3      | 1    | 0    | 17   | 5    | 0    | 0    | 68   | 12   |

1. 1 2  在南美解放者杯中的出场

## 荣誉

### 国家队
巴西U-17
- 世少赛冠军：2019[11]

### 个人
- 世少赛铜靴奖：2019[12]